# Біказ-Кей
Біказ-Кей (рум. Bicaz-Chei) — село у повіті Нямц в Румунії. Входить до складу комуни Біказ-Кей.
Село розташоване на відстані 266 км на північ від Бухареста, 39 км на захід від П'ятра-Нямца, 135 км на захід від Ясс, 131 км на північ від Брашова.

## Населення
За даними перепису населення 2002 року у селі проживали 3578 осіб. Рідною мовою 3574 особи (99,9%) назвали румунську.
Національний склад населення села:
| Національність | Кількість осіб | Відсоток |
| -------------- | -------------- | -------- |
| румуни         | 3525           | 98,5%    |
| цигани         | 49             | 1,4%     |